# 소보면
소보면(召保面)은 대한민국 대구광역시 군위군 서부의 면이다. 넓이는 101.31km2이고, 인구는 2012년 기준으로 2,544명이다. 구미시 해평면 및 산동읍, 의성군 비안면, 군위읍과 경계를 이루고 있고 경지는 위천을 중심으로 비옥한 편이다.

## 연혁
- 조선시대 : 화곡면과 소소본면, 석본면으로 군위현에 속함.
- 1895년 : 13도제가 실시됨에 따라 경상북도 군위군에 속함.
- 1914년 : 부·군·면을 폐합함에 따라 소소본면의 대흥, 농암, 상소, 하소, 범바, 부흥, 달천, 언실, 모로, 대량, 및 석본면의 서경, 괘겸, 평지, 산법, 하계, 상원, 안령의 7개 동과 화곡면의 화실, 사촌, 달산, 낭성, 백현, 보촌, 복성, 율리, 사지, 두개, 수철의 12개 동리 및 선산군 산동면의 신흥, 산개, 오류의 동을 병합하여 소보면이라 하고, 서경, 평호, 신계, 산법, 송원, 대흥, 봉소, 봉황, 내의, 위성, 보현, 복성, 사리, 달산의 14개 동으로 개편하여 관할함.
- 1973년 : 행정구역 개편에 따라 선산군 산동면 도산1,2동을 소보면으로 편입함.
- 1989년 : 행정구역 개편에 따라 소보면 대흥1,2리가 군위읍으로 편입됨.
- 2023년 7월 1일: 경상북도에서 대구광역시로 편입됨.

## 행정 구역
- 사리리(沙里里)
- 보현리(寶峴里)
- 복성리(福星里)
- 위성리(渭城里)
- 달산리(達山里)
- 송원리(松院里): 행정복지센터 소재지.
- 신계리(新溪里)
- 도산리(桃山里)
- 서경리(西京里)
- 평호리(平湖里)
- 산법리(山法里)
- 내의리(來儀里)
- 봉황리(鳳凰里)
- 봉소리(鳳韶里)